# Mats Rotting
Mats Rotting (Norrköping, 25 luglio 1969) è un ex calciatore svedese, di ruolo attaccante.

## Carriera

### Club
Rotting cominciò la carriera con la maglia dello Sleipner, prima di passare all'Elfsborg. Nel 1998, fu in forza ai norvegesi del Fredrikstad. Nel 1999 tornò in patria, per giocare al GAIS. Chiuse la carriera al Mariedals nel 2001.